# Begraafplaats van Hinges
De Begraafplaats van Hinges is een gemeentelijke begraafplaats in het Franse dorp Hinges (departement Pas-de-Calais). De begraafplaats ligt aan de Rue de Béthune en vormt samen met de Hinges Military Cemetery het hoekperceel met de Rue de la Jandrie. Ze ligt op 360 m ten zuiden van het dorpscentrum (Église Sainte-Marguerite), iets hoger dan het straatniveau en wordt gedeeltelijk omgeven door een muur en een draadafsluiting. De toegang bestaat uit een tweedelig metalen hek tussen bakstenen zuilen. 

## Britse militaire graven
Tegen de zuidelijke grens van de begraafplaats ligt een perk met 40 Britse gesneuvelden uit de Tweede Wereldoorlog waaronder 9 niet geïdentificeerde. De meerderheid waren manschappen van het Royal Norfolk Regiment.
Enkele jaren geleden werden bij werkzaamheden aan het naburige kanaal twee lichamen gevonden van Britse gesneuvelden uit de Eerste Wereldoorlog. Zij konden niet meer geïdentificeerd worden en werden hier in een gezamenlijk graf begraven.
De graven worden onderhouden door de Commonwealth War Graves Commission en staan er geregistreerd onder Hinges Communal Cemetery.

### Geschiedenis
In mei 1940 werd in en rond het dorp hevig gevochten door het British Expeditionary Force tegen het oprukkende Duitse leger om de aftocht van hun manschappen naar Duinkerke veilig te stellen.